# Kunduzlu, Bayat
Kunduzlu là một thị trấn thuộc huyện Bayat, tỉnh Çorum, Thổ Nhĩ Kỳ. Dân số thời điểm năm 2010 là 1.052 người.